# Caroline von Gomperz-Bettelheim

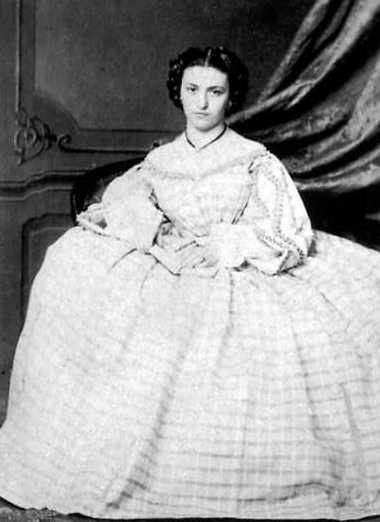
Caroline von Gomperz-Bettelheim

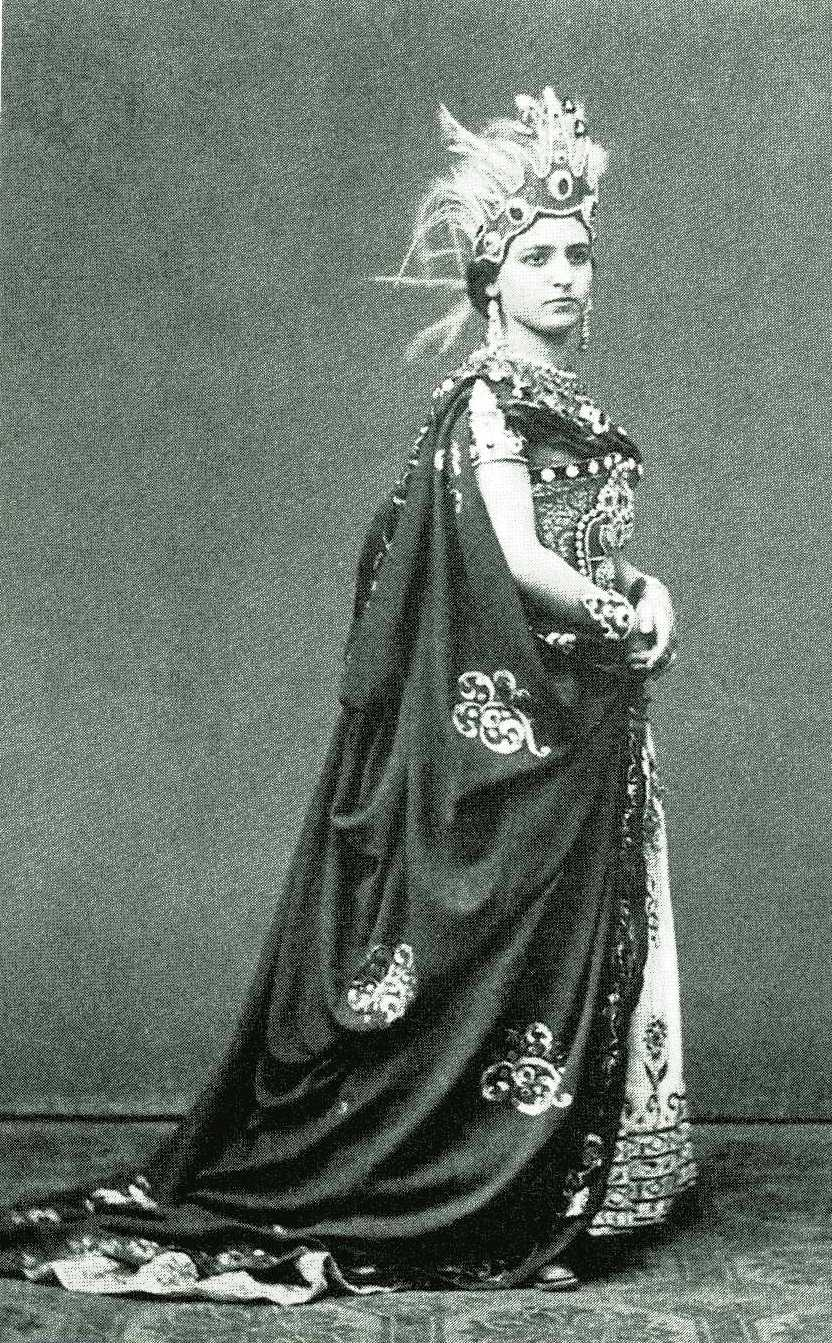
Als Selica in Giacomo Meyerbeers Afrikanerin

Caroline (auch Karoline) von Gomperz-Bettelheim, geb. Bettelheim (* 1. Juni 1845 in Pest; † 13. Dezember 1925 in Wien) war eine österreich-ungarische Pianistin und Kammersängerin.

## Leben
Caroline (auch als Karoline geschrieben) von Gomperz-Bettelheim wurde 1845 als Tochter jüdischer Eltern in Ungarn geboren. Ihr jüngerer Bruder ist der Autor, Literaturkritiker und Journalist Anton Bettelheim.
Bereits als Siebenjährige begleitete sie ihren Klavierlehrer bei einem öffentlichen Violinkonzert. Ihre Begabung veranlasste die Eltern, sie ausbilden zu lassen. Sie nahm Unterricht am Klavier bei Karl Goldmark und Gesangsunterricht bei Moritz Laufer und gab mit 14 Jahren ihr Debüt als Pianistin. Bereits zwei Jahre später stand sie das erste Mal als Sängerin (Alt) auf einer Wiener Opernbühne. Von 1861 bis 1867 war sie festes Ensemblemitglied der Wiener Hofoper. 1867 folgte dann die Hochzeit mit dem Handelskammerpräsidenten und Reichstagsabgeordneten Julius Ritter von Gomperz (1824–1909) sowie der Abschied von der großen Bühne. Caroline von Gomperz-Bettelheim trat aber weiterhin auf kleineren deutschen Bühnen auf.
Caroline war langjähriges Ausschussmitglied des Patriotischen Frauenhilfsvereins vom Rothen Kreuze für Mähren.

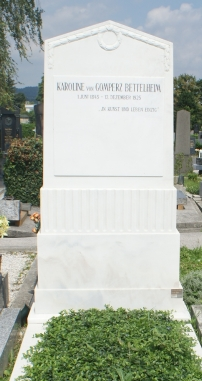
Grabstätte Caroline von Gomperz-Bettelheim

Ihre ehrenhalber gewidmete Grabstätte befindet sich auf dem Friedhof in Wien-Döbling (Gruppe 32, Reihe 3, Nummer 22).

## Briefe
- Briefwechsel Clara Schumanns mit Maria und Richard Fellinger, Anna Franz geb. Wittgenstein, Max Kalbeck und anderen Korrespondenten in Österreich, hrsg. von Klaus Martin Kopitz, Anselm Eber und Thomas Synofzik (= Schumann-Briefedition, Serie II, Band 4), Köln 2020, S. 523–528